# L'oncle Vània (pel·lícula de 1970)
L'oncle Vània (transliteració russa: Dyadya Vanya) és una pel·lícula d'Andrei Mikhalkov-Kontxalovski treta de l'obra homònima d'Anton Txékhov. Va ser estrenada a l'URSS el 1970. La història i els decorats s'acosten a les indicacions deixades pel dramaturg a la seva obra.

## Argument
La història passa en una casa de camp en una província de la Rússia profunda. La vida és avorrida i sembla no tenir sentit pels protagonistes que pateixen i es panseixen per no haver pogut realitzar els seus somnis. L'oncle Vania és un home cultivat que és atret per Elena, que ha vingut amb el seu marit, més gran i fatu, i tanmateix la pesantor de les coses recau sobre cadascun d'ells.

## Repartiment
- Innokenti Smoktounovski: Ivan Petrovitch Voinitski (l'oncle Vània)
- Sergei Bondartchuk: Mikhail Lvovitch Astrov
- Irina Kouptchenko: Sonia
- Irina Mirochnitchenko: Elena Andreievna Serebriakova
- Vladimir Zeldine: Alexandre Vladimirovitch Serebriakov
- Irina Anissimova-Wulf: Maria Vassilievna Voinitskaia
- Nikolai Pastoukhov: Teleguin
- Ekaterina Mazourova: Marina

## Premis
- 1971: Festival Internacional de cinema de Sant Sebastià
- 1972: Festival dels films soviètics de Sorrento (premi La Sirena d'argent)
- 1974: Festival internacional de cinema de Milà